# Безп'ятне

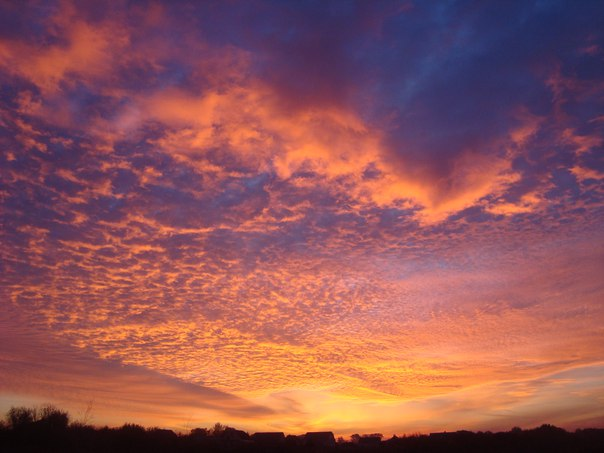
Захід сонця над селищем Безп'ятне

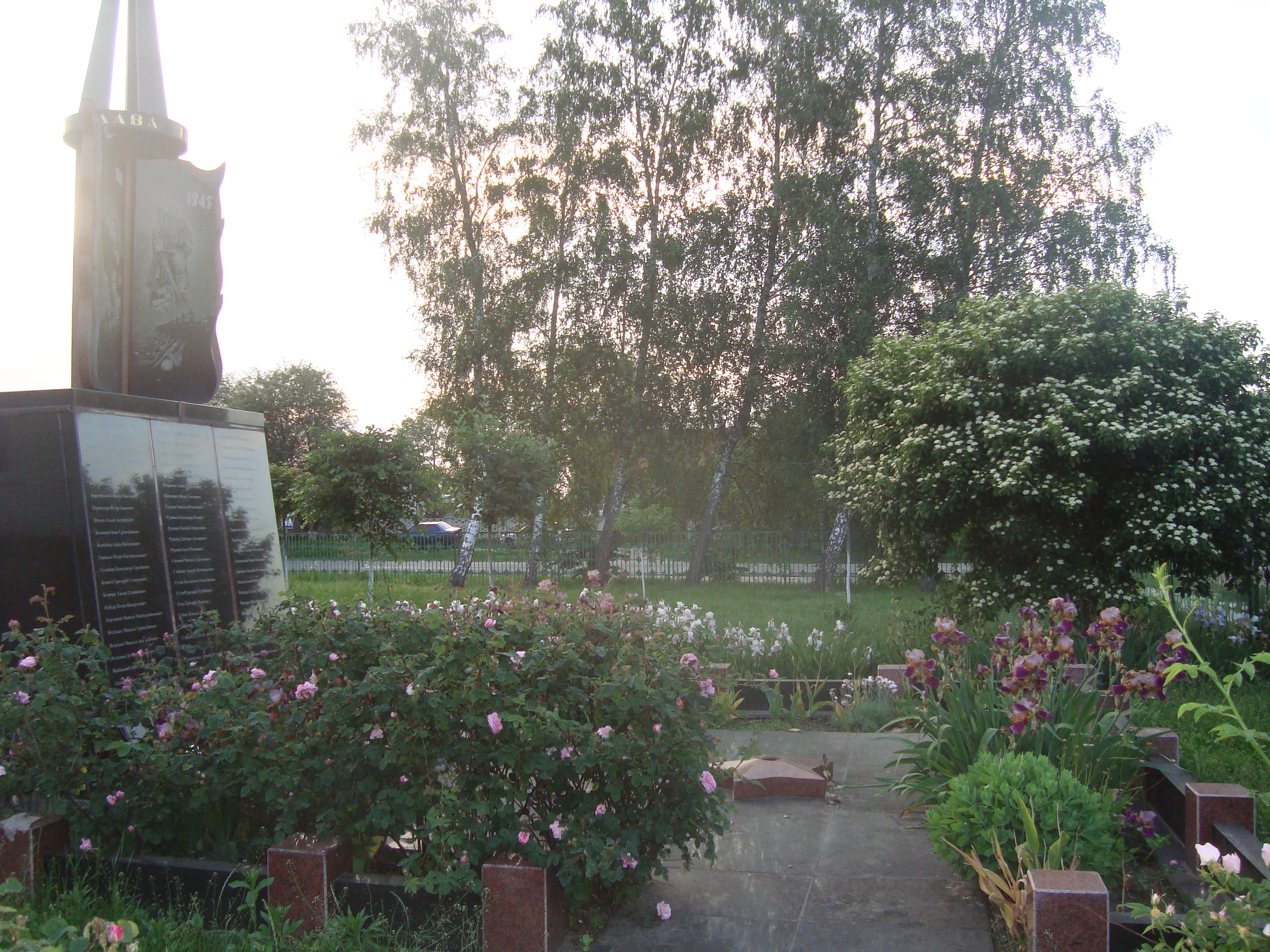
Братська могила воїнів Червоної Армії і пам'ятник воїнам-односельцям, які загинули в роки Другої світової війнис. Безп'ятне

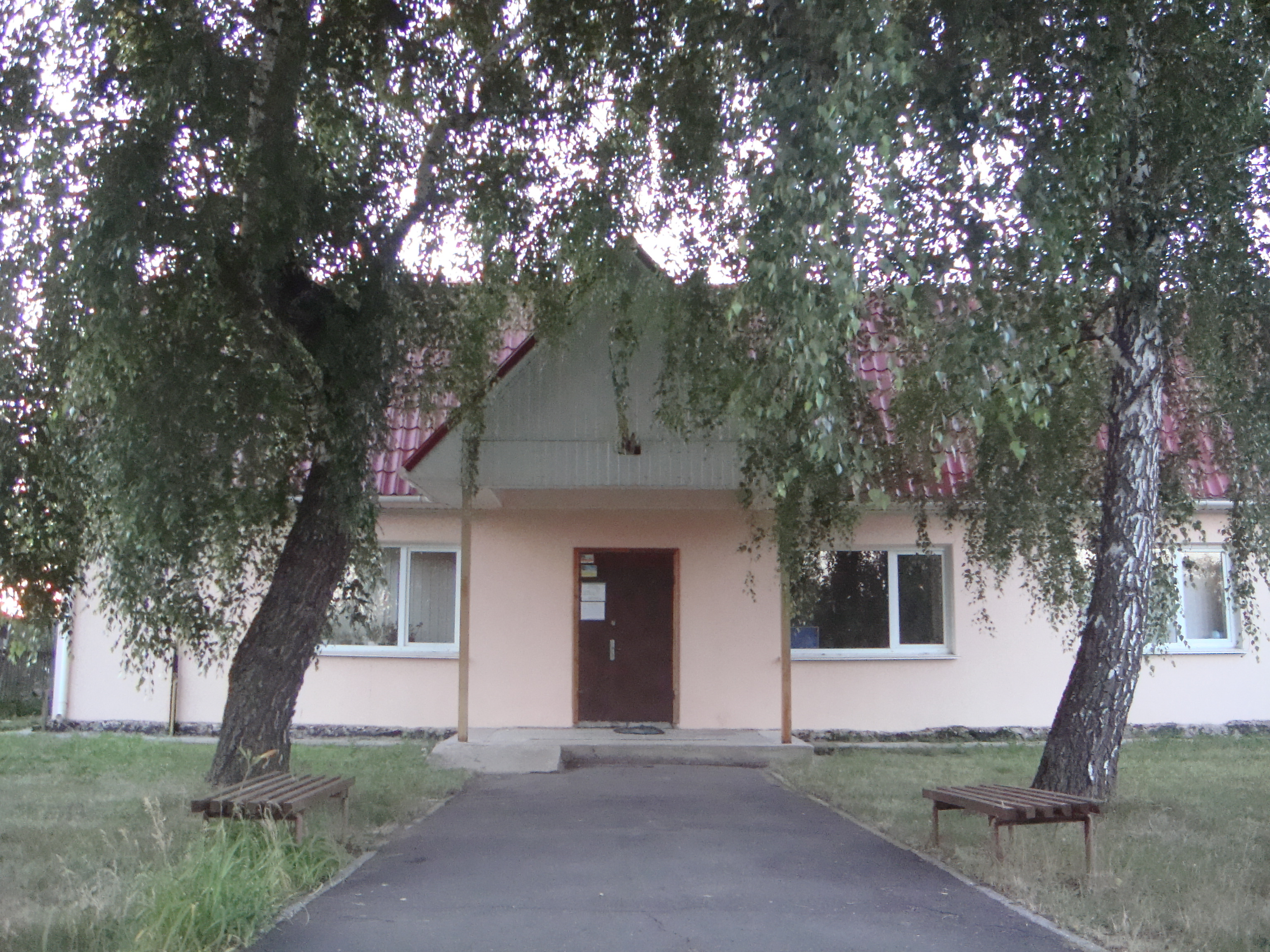
Застугнянська сільська рада с. Безп'ятне

Безп'я́тне — село в Україні, у Васильківській міській громаді Обухівського району Київської області. Населення становить 442 осіб.

На початку села знаходиться Застугнянська ЗОШ І-ІІІ ступенів, школа в якій навчаються учні з 5 навколишніх сіл: Безп'ятне, Застугна, Кулібаба, Зозулі та Червоне. У школі навчається близько 150 учнів. 

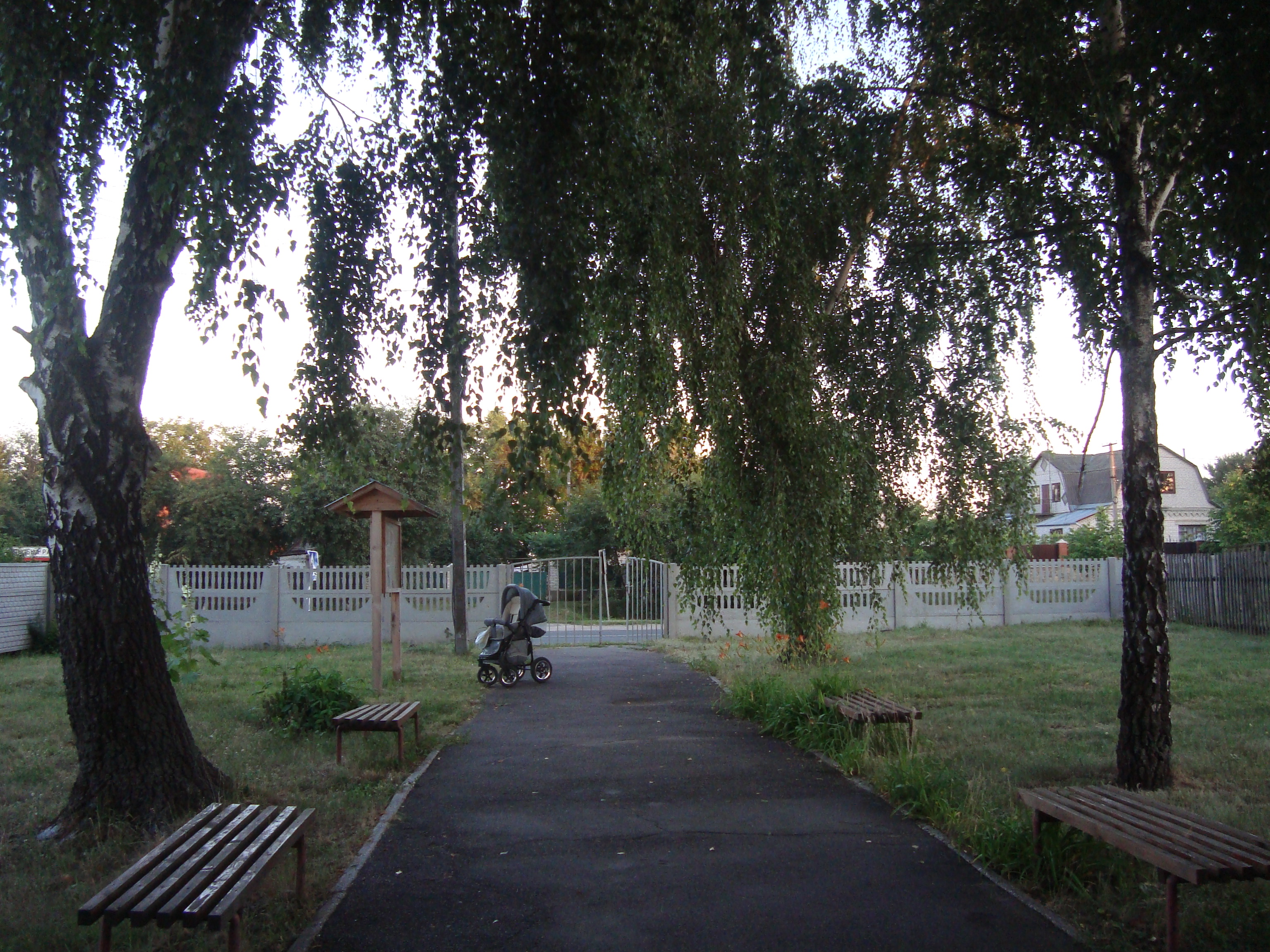
Невеличкий скверик перед Застугнянською сільською радою с. Безп'ятне

На території села знаходиться Застугнянська сільська рада, дитячий садок «Чорнобривчик», Васильківське районне управління ветеринарної медицини, фельдшерсько-акушерський пункт, бібліотека, відділення пошти, клуб, кафе «Еней», два магазини.

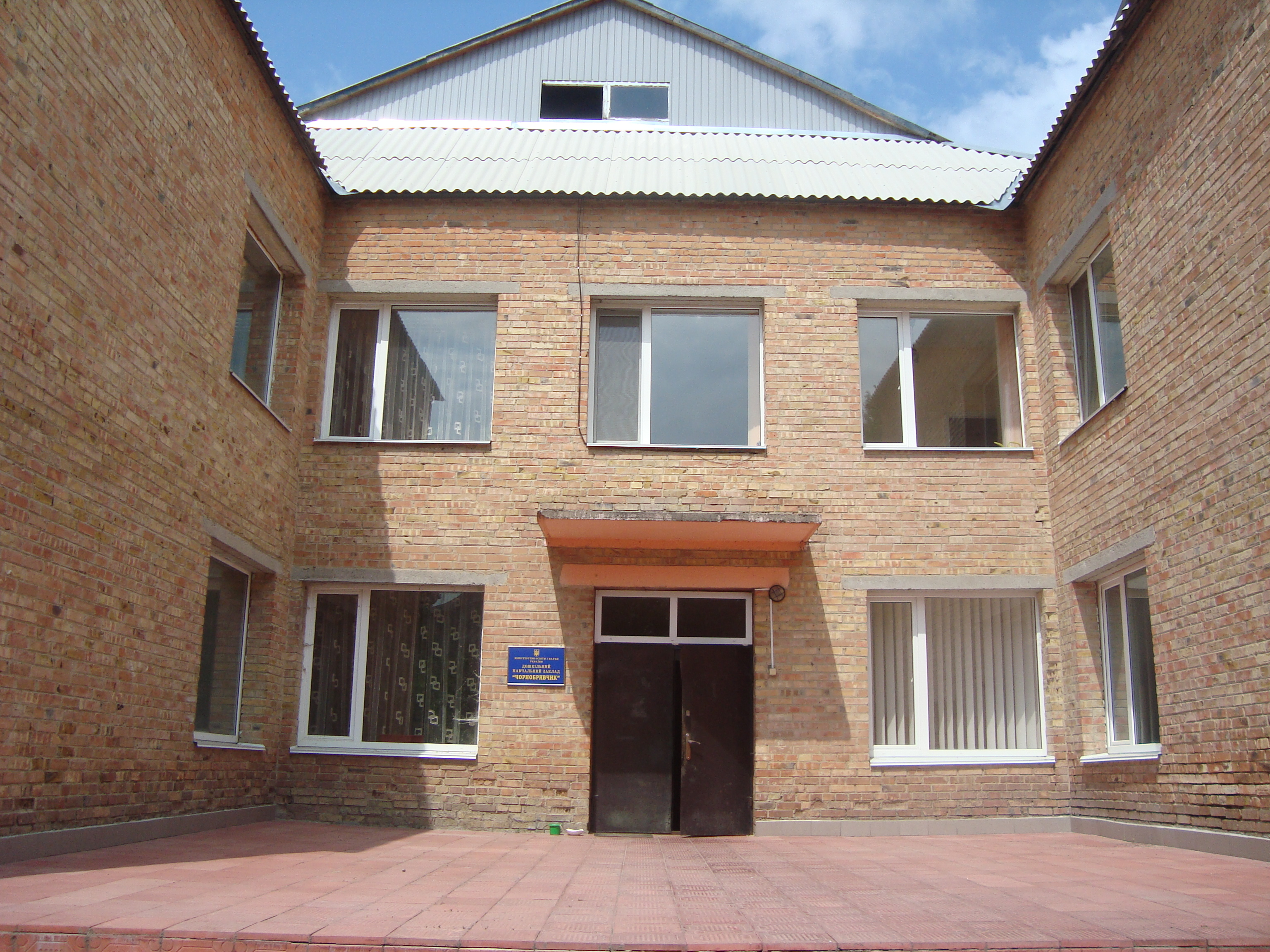
Дитячий садок «Чорнобривчик» с. Безп'ятне

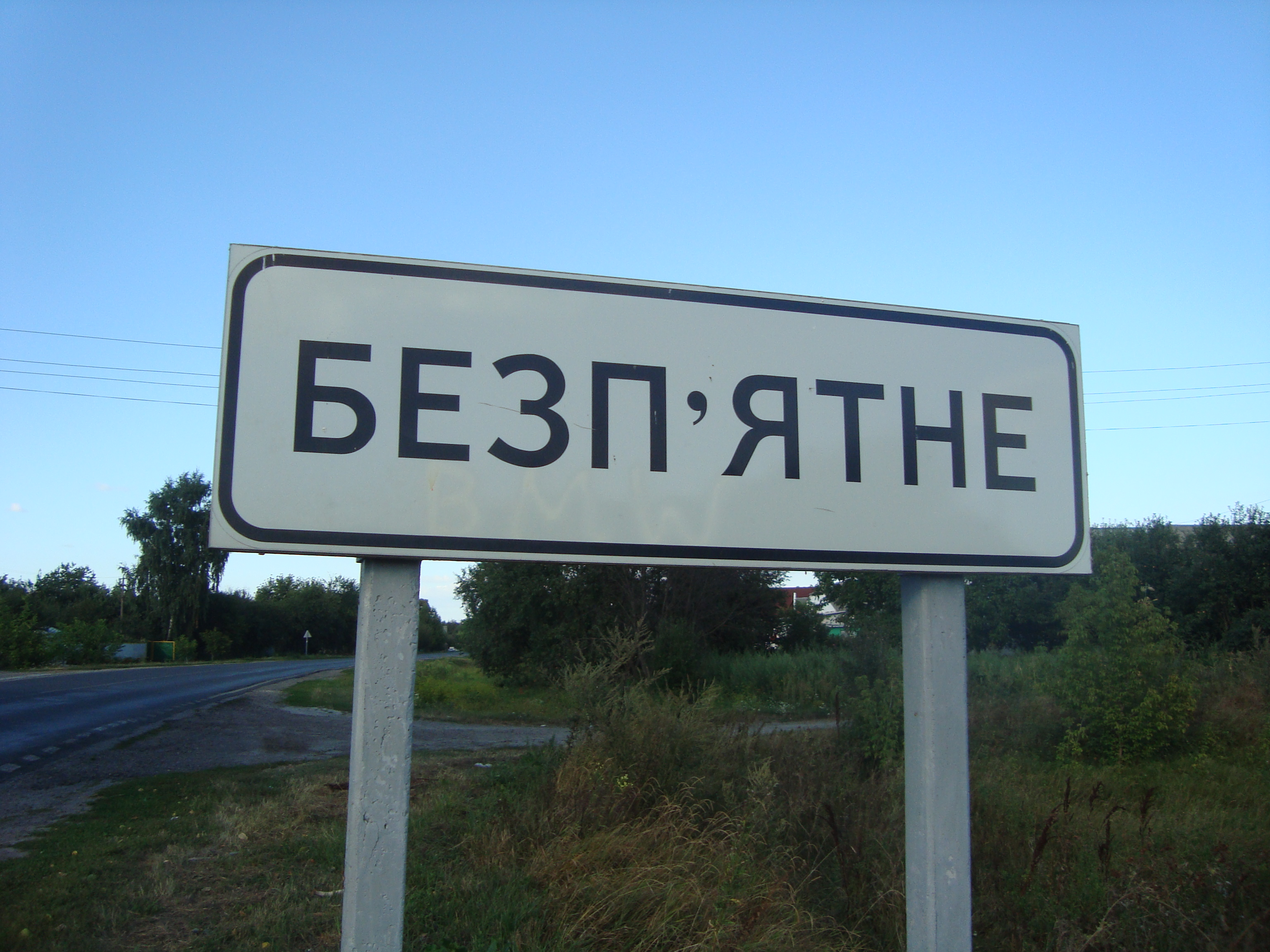
Дорожній знак с. Безп'ятне

Також у селі Безп'ятне знаходяться декілька підприємств: пилорама «Ліра», складське господарство, фірма з виготовлення металопластикових вікон та інші.

## Населення

### Мова
Розподіл населення за рідною мовою за даними перепису 2001 року:
| Мова            | Кількість | Відсоток |
| --------------- | --------- | -------- |
| українська      | 434       | 98.19%   |
| російська       | 7         | 1.58%    |
| інші/не вказали | 1         | 0.23%    |
| Усього          | 442       | 100%     |